# A Grande Música
A Grande Música é uma série de televisão semanal, dedicada à música de concerto, exibida na TVE Rede Brasil (2001-2008), hoje TV Brasil.
No início de 2001, o jornalista Fernando Barbosa Lima retornou ao comando da TV Educativa do Rio de Janeiro (TVE), principal emissora da então Rede Brasil (sistema de TVs educativas e culturais brasileiras). Barbosa Lima apostou num programa semanal de uma hora dedicado à música de concerto, que registrasse, na íntegra, os principais eventos da cena musical carioca. Assim, em 20 de maio de 2001, um domingo, estreava, às 15 horas, A Grande Música, título criado pelo próprio Barbosa Lima.
Em 2008 a Rede Brasil foi transformada em TV Brasil. A maneira empírica como a programação daquela emissora passou a ser gerida fez com que a série tivesse sua exibição constantemente remanejada para diversos dias e horários.
Em 2011 o programa teve sua produção descontinuada pela direção da TV Brasil. A emissora limita-se apenas a reprisar programas antigos, aos sábados às 04:30 da madrugada. 